# Affaire Louis Stern
L'affaire Louis Stern est le nom donné à la controverse autour de la condamnation de l'homme d'affaires juif Louis Stern de New York. Stern se trouve en juillet 1895, avec son épouse Lisette, née Strupp, et son fils Louis Jr à Bad Kissingen en traitement. Il est condamné à de la prison et à une amende, pour avoir soi-disant proféré des menaces physiques. Cet incident engendre alors de violents affrontements à caractère antisémite.

## Le déroulement de l'affaire

### L'esclandre au Kursaal de Bad Kissingen
Le 11 juillet 1895, se tient au Kursaal de Bad Kissingen un bal, auquel assiste la famille de l'homme d'affaires new yorkais Louis Stern. Le couple Stern est accompagné de leur fils Louis Jr., âgé de 15 ans. Quand celui-ci se met à danser avec sa mère, d'autres invités de la soirée, attirent l'attention du directeur adjoint des thermes, Friedrich Freiherr von Thüngen (1861-1931) de la présence d'un mineur présumé. Freiherr von Thüngen demande alors au jeune Stern de quitter la salle. Une altercation s'ensuit, pendant laquelle, Louis Stern aurait menacé le directeur adjoint de le gifler, mais la famille Stern quitte la salle sans qu'il y ait le moindre acte de violence.
On ignore si von Thüngen agit alors pour des motifs antisémites, cependant on peut noter que le directeur des thermes Hermann Freiherr von Mauchenheim dit von Bechtolsheim fait son maximum pour tenter de calmer l'affaire. Mais von Bechtolsheim était absent la nuit de l'incident, car sa femme venait de décéder peu de temps auparavant. Freiherr von Thüngen insiste et reste sur une position rigide, demandant des poursuites en justice, malgré le fait que Louis Stern présente ses excuses par écrit le 19 juillet.

### Le procès de Louis Stern
Le procès s'ouvre début août à Bad Kissingen. En raison de l'intérêt du public pour le procès, celui-ci se déroule dans la salle de la mairie de la station thermale. Stern est défendu par le célèbre avocat de Munich, le Dr Max Bernstein (de). Louis Stern est accusé d'avoir insulté le plaignant en lui disant: « Vous êtes un homme abject! » et de l'avoir menacé en proférant: « Si nous étions dehors, je vous flanquerais une paire de gifles ». Il est aussi accusé de résistance à la puissance publique.
Le 7 août, le consul américain à Bamberg rapporte que lors du procès, lui-même, M.. Richard Heinrich Adams (de New York), M.. Heinrich Clausenius (consul de la Confédération de l'Allemagne du Nord et du Grand-duché de Bade à Chicago), le portier de l'hôtel, le Dr Glaser (médecin de district) ainsi que le propriétaire de l'hôtel Panizza de Bad Kissingen, ont témoigné de la bonne réputation de Louis Stern. Le journal de Bad Kissingen Saale-Zeitung quant à lui, signale que le 6 août 1895, Felix Panizza, frère de l'écrivain Oskar Panizza a aussi apporté son témoignage en faveur de Louis Stern.
Louis Stern est condamné à une peine de 14 jours d'emprisonnement et au paiement de 600 marks,. Le 22 août 1895, le New York Times annonce que l'avocat américain et futur sénateur démocrate du Delaware Richard R. Kenney devrait être chargé d'assurer la poursuite de la défense de Stern.

## Répercussions de l'affaire
Peu de temps après l'incident aux thermes de Kissingen, l'éditeur antisémite Anton Memminger (de), qui publie à Wurtzbourg le journal  Neue Bayerische Landeszeitung lance une campagne de haine contre Louis Stern et les Juifs en général. Ses attaques sont si partiales, qu'elles conduisent à l'interdiction de vente du journal de Memminger dans la ville thermale.

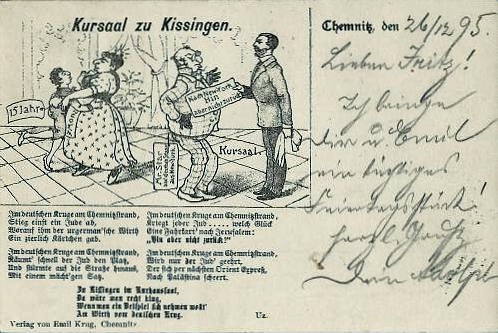
Carte postale antisémite de 1895

À l'opposé, le journal libéral Frankfurter Zeitung ainsi que le journal de la communauté juive Allgemeine Zeitung des Judenthums mettent en garde contre l'exploitation antisémite de l'incident. Les curistes américains en appellent aux médias américains pour boycotter la ville thermale. Parmi les partisans de Stern, on trouve entre autres   William Waldorf Astor, 1er vicomte Astor, homme politique, diplomate et patron de presse américain.
L'affaire entraîne une grave détérioration des relations germano-américaines: « La correspondance diplomatique suggère des interprétations différentes selon les législations des deux États quant à la gravité de l'infraction, mais que toute la publicité faite autour de l'affaire a rendu inutilement difficile son règlement diplomatique ». Par lettre en date du 7 octobre 1895, l'ambassadeur américain en Allemagne, Theodore Runyon, informe Richard Olney, secrétaire d'État américain, des attaques portées contre Louis Stern auprès du public allemand du fait de sa religion juive. Il cite d'une part, la presse allemande, et d'autre part, il fait référence aux débats au sein du Parlement de Bavière. On note, cependant, que Runyon utilise dans son courrier le terme « race » (his race) pour définir l'appartenance de Stern au judaïsme. Le conflit conduit en mai 1896, à un « vif échange » entre Richard Olney et Max von Thielmann, ambassadeur d'Allemagne à Washington.
La peine de Stern est annulée par une proclamation d'amnistie du prince régent Luitpold de Bavière. Mais Stern, dont la caution a été confisquée parce qu'il avait omis de se présenter pour purger sa peine, engage une procédure pour récupérer sa caution. Cette plainte est rejetée.
Même sept ans plus tard, en 1902, lors d'une visite du prince Henri, frère de l'empereur d'Allemagne, effectuée aux États-Unis, une lettre à l'éditeur très critique est publiée dans le New York Times faisant référence à l'incident de Louis Stern: "Alors que les gens en Amérique, en ce moment, se déchainent pour la réception du prince Henri d'Allemagne, ils semblent oublier qu'il n'y a pas la moindre courtoisie pour accueillir un citoyen américain en Allemagne. Nous nous souvenons tous de la façon révoltante, dont a été traité, il y a quelques années en Allemagne, M.. Louis Stern, un des citoyens les plus respectés de notre ville. Signé: HB Sheffield, MD - New York 31 janvier 1902.